# Clinohelea unimaculata
Clinohelea unimaculata är en tvåvingeart som först beskrevs av Macquart 1826.  Clinohelea unimaculata ingår i släktet Clinohelea och familjen svidknott. Inga underarter finns listade i Catalogue of Life.